# Листвянное
Листвя́нное — деревня в Кировградском муниципальном округе Свердловской области России.

## География
Деревня Листвянное расположена в лесистой местности на восточном склоне горного хребта Весёлые горы Среднего Урала, в юго-восточной части Кировградского муниципального округа, в 11 километрах по прямой и в 21 километре по дорогам к юго-востоку от города Кировграда, на правом берегу реки Нейвы (левого притока реки Ницы). В полукилометре к юго-западу от деревни расположена железнодорожная станция Нейва Свердловской железной дороги и одноимённый пристанционный посёлок.
Деревня вытянута с севера на юг приблизительно на 600 метров и имеет лишь одну улицу Челюскинцев. Продолжение этой улицы на юг даёт начало грунтовой дороге в Нейво-Рудянку. С востока и юга Листвянное ограничивают леса, с севера — пойма реки Нейвы, с запада — железная дорога. Деревня находится в 1 километре к северо-западу от горы Земляничной высотой в 286 метров.

## История
В XIX — начале XX века деревня находилась в составе Нейво-Рудянской волости Екатеринбургского уезда Пермской губернии (до 1919 г.) и Екатеринбургской губернии (1919—1923 гг.).

## Население
Численность населения Листвянного по годам:
| 1904 | 1908 | 1926 |
| ---- | ---- | ---- |
| 113  | 135  | 119  |

| 2002 | 2010 |
| ---- | ---- |
| 0    | →0   |